# Carrapateira
Carrapateira ist ein Dorf in der Gemeinde Bordeira im Süden Portugals. Es liegt im Parque Natural do Sudoeste Alentejano e Costa Vicentina

## Geschichte
Funde belegen eine Besiedlung zurück bis in die Altsteinzeit.
Der heutige Ort entstand im 12. Jahrhundert, im Verlauf der Reconquista.
1673 wurde hier eine Festung errichtet, die dazu diente, die Küste gegen die maurischen Piraten aus dem heutigen Marokko zu verteidigen. Später wurde von hier aus Walfang betrieben. Bei dem schwerwiegenden Tsunami von 1755 wurden tiefliegende Teile des Ortes zerstört und, wie auch im Umland zwischen Sagres und Lissabon, zunächst auf den höhergelegenen Zonen gesiedelt.
Die eigenständige Gemeinde Carrapateira wurde 1848 aufgelöst und der Gemeinde Bordeira angegliedert.

## Kultur und Sehenswürdigkeiten
Der Strand Praia do Amado gehört zu Carrapateira und ist bei Surfern und Bodyboardern sehr beliebt.
Das Meeres- und Heimatmuseum Museu do Mar e da Terra in der Rua do Pescador in Carrapateira wurde 2008 eröffnet.
Auch die Grundschule von Carrapateira steht unter Denkmalschutz.
Ein portugiesischer Rundwanderweg führt durch Carrapateira. Er ist ein Teilstück des Fischerpfads, einem der bekanntesten Wege im Netz der Wanderwege des Naturparks Vicentinische Küste.
In und um Carrapateira bietet sich Vogelbeobachtung an.

## Verwaltung
Carrapateira ist eine von sieben Ortschaften der Gemeinde (Freguesia) Bordeira im Kreis (Concelho) von Aljezur im Distrikt Faro.